# Phrynoeme
Phrynoeme is een kevergeslacht uit de familie van de boktorren (Cerambycidae). De wetenschappelijke naam van het geslacht werd voor het eerst geldig gepubliceerd in 1980 door Martins.

## Soorten
Phrynoeme is monotypisch en omvat slechts de volgende soort:
- Phrynoeme cucullata (Gounelle, 1913)